# Nanker Phelge
Nanker Phelge (TCC Nanker/Phelge) es el seudónimo usado a principios de los años 1960 por The Rolling Stones para sus composiciones colectivas. El nombre fue propuesto por Brian Jones para acreditar la canción "Stoned", un tema que nació de la colaboración entre Jagger/Jones/Richards/Watts/Wyman. Se presume que en los primeros años de la banda también estaba incluido el nombre de Ian Stewart (más conocido como "el sexto Stone"). El nombre resurgió a finales de 1960 en las etiquetas de las piezas prensadas de los vinilos originales de Beggars Banquet y Let It Bleed. La fabricación de ambos álbumes se acreditó a Nanker Phelge, que fue reconocido posteriormente como ABKCO Company. (Al parecer ABKCO estaba fabricando los registros que aún llevan los sellos London y Decca).

## Canciones acreditadas a Nanker Phelge
Estas son las canciones acreditadas como Nanker Phelge:
- «Stoned» (Oct. 1963) (La ASCAP también incluye a Ian Stewart como autor)
- «Little by Little» (Feb. 1964) (acreditada como "Phelge/Spector") (coescrita con Phil Spector; La ASCAP también incluye a Ian Stewart como autor)
- «Andrew's Blues» (Feb. 1964) (no publicada)
- «And Mr Spector And Mr Pitney Came Too» (Feb. 1964) (no publicada, coescrita con Phil Spector)
- «Now I've Got a Witness (Like Uncle Phil and Uncle Gene)» (acreditada como "Phelge") (Abr. 1964)
- «Stewed and Keefed (Brian's Blues)» (Jun. 1964)
- «2120 South Michigan Avenue» (Ago. 1964)
- «Empty Heart» (Ago. 1964)
- «Play with Fire» (Feb. 1965)
- «The Under Assistant West Coast Promotion Man» (May. 1965)
- «The Spider And The Fly» (Jul. 1965) (originalmente acreditada como "Nanker Phelge", en la actualidad lo es como "Jagger/Richards" por BMI)
- «I'm All Right» (Jul. 1965) (a veces acreditada como "Phelge/McDaniel")
- «Aftermath» (Dic. 1965) (no publicada; no confundir con el álbum homónimo)
- «Godzi» (no publicada)
- «We Want The Stones» (en realidad esto es sonido del público vitoreando en el E.P. de 1965 Got Live if You Want It!)